# Piratão
Piratão é o primeiro e único álbum de estúdio lançado pelo grupo brasileiro de hip hop Quinto Andar, em 2005, ano de sua dissolvição. Foi lançado em parceria com a gravadora Tratore. Contém 18 faixas, dando destaque a "Pra Falar de Amor", "Esse Planeta (Velhos Bons Tempos)" e "Ritmo do Nosso País". O álbum foi distribuído pela revista OutraCoisa, um projeto do cantor Lobão, em parceria com a Tomba Records. Cada edição da revista vinha com um exemplar do disco. O lançamento pela revista é a única edição física oficial disponível do CD.
O álbum foi responsável pelo desenvolvimento de uma nova linha de produção de hip hop no Brasil, com suas críticas irreverentes ao poder da indústria fonográfica sobre os artistas de música, seu modo de produção Faça você mesmo auto-gestivo, e a própria sonoridade das canções, que agregava elementos atuais da música eletrônica pouco utilizados pelos produtores de hip hop do Brasil até então.

## Processo de composição
A princípio o coletivo quinto andar propunha um estilo diferente de composição musical e temática das canções, em oposição ao que era produzido pelos grupos da periferia de São Paulo, vertente principal do hip hop brasileiro, que se manifestava com críticas ásperas ao modelo vigente de administração governamental através letras que abordavam a violência e a pobreza de uma forma bem direta, e tinha como intérpretes membros de grupos que evidenciavam um comportamento característico - marginalidade antagônica; e aos artistas nacionais do gênero já absorvidos pelo corporativismo e pelas marcas, o Quinto andar buscava explorar um discurso não monotemático. "Eu queria mostrar que nem sempre é assim", afirma De Leve.

"Se nao houvesse a net e a revolução tecnológica, que viabilizou a classe média 'falida' (que é o nosso caso) de gravar, produzir e divulgar seus discos com qualidade, o Quinto Andar não existiria, seria apenas um óvulo não germinado."

Bruno Marcus.
A partir da formação do coletivo, no ano de 1999, que contava com De Leve, Shawlin, DJ Castro, Bruno Marcus, Kamau, Tapechú, Matéria Prima, Lumbriga Tremosa, e alguns outros de várias cidades, sendo alguns mais ativos que outros, o grupo começou a compor e realizar faixas musicais de forma independente disponibilizar via internet. O primeiro foco de movimentação entre artistas que originou o Quinto Andar aconteceu na cidade do Rio de Janeiro, no bairo da Lapa, então principal centro de aglomerações relacionadas ao estilo, em um momento onde o rap carioca tinha como principal referência o rap rock de Marcelo D2, com o Planet Hemp. Alguns dos artistas já se conheciam antes da formação do grupo, outros, inclusive de outros estados, foram agregados ao grupo mantendo contato e trocando produções pela internet, quando as primeiras canções compartilhadas pelos membros formadores de coletivo começaram a ganhar visibilidade. "Liberdade artística, de informação, da cultura... a internet está aí pra isso mesmo" diz Bruno Marcus, o produtor Quinto Andar. As canções eram produzidas neste contexto de liberdade das grandes gravadoras, sendo seus produtores também seus próprios autores, e tendo a internet como único meio de difusão do trabalho. O grupo começou a ser disseminado a partir da recomendações entre amigos, e do Napster, então popular programa de troca de arquivos. Todas as faixas do álbum foram sendo disponibilizadas aos poucos a partir do ano de 2002, e em 2005 foram masterizadas, receberam encarte e finalmente foram lançadas em formato físico de CD.

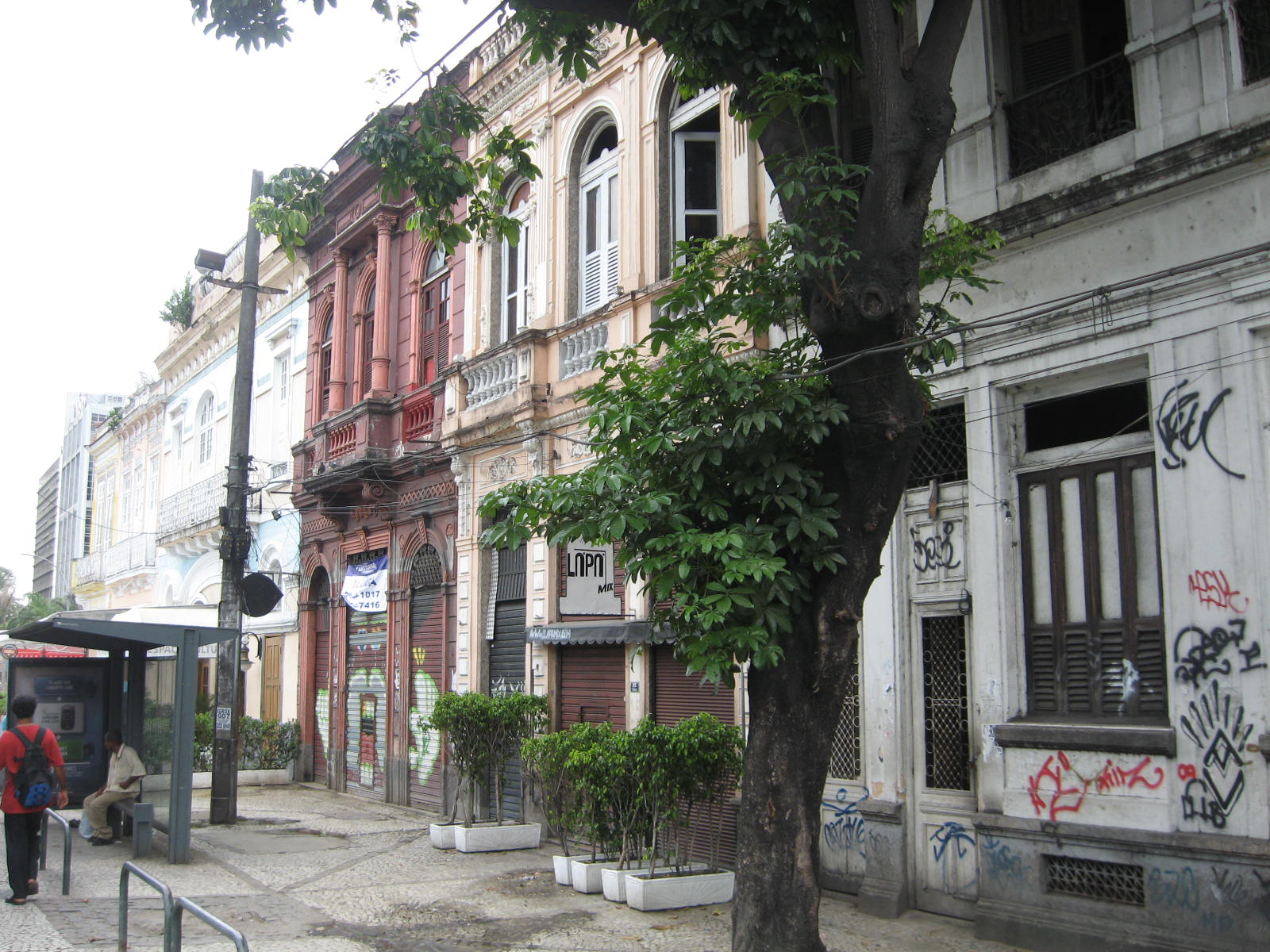
Bairo da Lapa, ponto de partida para a formação do Quinto Andar

## Temática
"Acho que hoje em dia o Quinto Andar é muito mais politizado, realista e contundente que os Racionais, muito mais. A gente não faz cara de mau e tem senso de humor, mas ironia e sarcasmo podem ter conteudo crítico. A mídia e os próprios rappers estigmatizaram o rap brasileiro. Nós ouvimos vários estilos musicais, lemos livros e vamos ao cinema. Nós temos personalidade, temos senso crítico. Não estamos nessa pra fazer estilo, tirar onda."

Bruno Marcus.
As canções presentes no álbum apresentam críticas a várias convenções do estilo de vida contemporâneo. São citadas empresas como a Coca-Cola, na canção "Funk da Secretária", e as Casas Bahia; figuras públicas e do meio artístico, que também são utilizadas em campanhas publicitárias como o jogador de futebol Ronaldo e a apresentadora de televisão Hebe Camargo; e bandas de rock do mainstream brasileiro na época, como Detonautas e LS Jack. O tom das letras é sempre de ironia e de deboche, opondo-se ao modo de criticar de grupos da periferia de São Paulo, considerados pelos membros do grupo como genéricos do estilo popularizado pelos Racionais MC's. Segundo Bruno, "Isso tem muito a ver com o De Leve, que tem um jeito debochado. O senso de humor sempre esteve presente no Quinto Andar. É um jeito legal de criticar e fazer pensar divertindo, sem ficar sendo repetitivo ou soando como uma cópia dos Racionais". Várias canções dos discos exploram as próprias mazelas do hip hop, que critica e ao mesmo tempo abraça as marcas.
A indústria da música é o principal foco de crítica do disco, a começar pelo próprio nome, que remete à pirataria. A última frase da faixa "Melô do Piratão" traz a mensagem "A indústria pode acabar, mas a música vai continuar para sempre". Na faixa de abertura, "Oqueéoquintoandar", o grupo serve tônica da temática de todo o disco, que é o do Faça você mesmo, "onde o indivíduo é o principal". Outros assuntos são abordados no disco, como questão da hierarquia das classes, ressaltando o modo de vida da classe dos trabalhadores assalariados da classe média baixa em "Esse Planeta (Velhos Bons Tempos)"; a predominância do capital em "$$$"; e ainda, de forma mais bem humorada, aos relacionamentos monogâmicos em "Pra Falar de Amor".

## Musicalidade
Vários elementos compõem a musicalidade das canções em Piratão. "O Bruno tem coisas mais rock. O Castro toca muito reggae e ragga. O Shaw é mais do hip hop mesmo. E eu puxo as coisas mais pra eletrônica e pro funk", afirma De Leve. Segundo Bruno, isso se deve a diversidade de gostos musicais entre os membros do Quinto Andar. "O disco tem essa diversidade porque reflete o gosto de cada um". Bruno é ex-integrante de uma banda de rock, Enzzo, e responsável pelos arranjos de teclado, guitarra e baixo do disco. Vários elementos de ragga e dub também foram adicionados à composição das canções, que possui vários arranjos de trompete. Além disso, a música eletrônica, e a colagem de sons, elementos típicos do hip hop instrumental, é bastante evidenciada na produção. Canções como "Melô do Piratão" possuem influência visível do funk carioca. Elementos da música ambiente também podem ser percebidos em canções como "Contra o Tempo".

## Faixas
| #  | Título                                     | Cantor(es)             | Produtor(es)                      | Duração | Sample(s)                                                    |
| -- | ------------------------------------------ | ---------------------- | --------------------------------- | ------- | ------------------------------------------------------------ |
| 1  | "Oqueéoquintoandar"                        | Shawlin                | DJ Castro, Bruno Marcus, Pedrão   | 3:04    |                                                              |
| 2  | "Rap do Calote"                            | Shawlin, De Leve       | Shawlin                           | 3:57    |                                                              |
| 3  | "Funk da Secretária"                       | -                      | De Leve, Bruno                    | 2:29    |                                                              |
| 4  | "Melô da Propaganda"                       | De Leve                | Shawlin, Bruno, DJ Castro         | 3:33    |                                                              |
| 5  | "Pra Falar de Amor"                        | Shawlin, De Leve       | Shawlin, Bruno, DJ Castro         | 4:10    | Weather Report - "Three Views of a Secret"                   |
| 6  | "Cara de Cavalo Encontra De Leve"          | Motta, De Leve         | De Leve                           | 1:40    |                                                              |
| 7  | "Montagem de Bandeira"                     | -                      | De Leve, Bruno, DJ Castro         | 2:16    |                                                              |
| 8  | "Esse Planeta (Velhos Bons Tempos)"        | Shawlin, De Leve       | Shawlin, Bruno, DJ Castro         | 4:30    | Teddy Pendergrass - "You're My Latest, Greatest Inspiration" |
| 9  | "Vive Pra Servir, Serve Pra Viver"         | Tapechú, Kamau         | Shawlin, DJ Castro                | 4:17    | Dorothy Ashby - "Wax & Wane"                                 |
| 10 | "Melô do Piratão"                          | De Leve, Chicão        | De Leve                           | 4:30    | Sérgio Mendes & Brasil '77 - "If You Really Love Me"         |
| 11 | "Ritmo do Nosso País"                      | -                      | De Leve, Bruno, DJ Castro, Pedrão | 3:47    |                                                              |
| 12 | "Madruga"                                  | Shawlin, Matéria Prima | Shawlin, Bruno, DJ Castro         | 5:39    |                                                              |
| 13 | "A 1 Passo do Paraíso"                     | Shawlin                | Shawlin                           | 4:08    |                                                              |
| 14 | "Muita Falta De Anti-profissionalismo Dub" | BNegão                 | DJ Castro, Bruno, Pedrão          | 4:28    |                                                              |
| 15 | "$$$"                                      |                        | De Leve                           | 1:20    | Bob James - "Angela (Theme From Taxi)"                       |
| 16 | "Melô do Vacilão"                          | Shawlin, Tapechú       | Shawlin, Bruno, DJ Castro         | 4:54    |                                                              |
| 17 | "Contra Tempo"                             | Shawlin, De Leve       | Shawlin, Bruno, DJ Castro         | 4:54    | Minnie Riperton - "Completeness"                             |
| 18 | "Meu Amor, Não me Abandone"                | -                      | DJ Castro, Bruno, Pedrão          | 3:16    |                                                              |

## Créditos
- Shawlin – MC, produtor
- De Leve - MC, produtor
- DJ Castro - DJ, produtor
- Bruno Marcus - produtor, arranjador, guitarra, teclado, baixo
- Tapechu – MC
- Pedrão – trompete
- Kamau – MC (faixa 9)
- Chicão – MC (faixa 10)
- Marco Rafael – trombone (faixa 14)
- BNegão - MC na (faixa 14)
- Ras Maurício – percussão (faixa 14)
- Fábio Simões – percussão (faixa 14)
- Fábio de la Mato – percussão (faixa 14)